# Рідуш Богдан Тарасович
Богдан Тарасович Рідуш — український палеогеограф, палеонтолог, геоморфолог, археолог, доктор географічних наук (2013), професор.

## Життєпис
Закінчив географічний факультет Чернівецького університету (1983). Працював на виробництві, в інженерно-геологічній партії, нині в Alma-mater: професор та завідувач кафедри фізичної географії, геоморфології та палеогеографії.

### Наукова діяльність
Автор понад 300 наукових праць, у тому числі 4-х монографій. Проводить наукові дослідження в Українських Карпатах, на Придністер’ї та Подніпров’ї, в Гірському Криму, в Північному Причорномор'ї, Молдові та в інших регіонах Східної Європи.
Досліджує карстри і печерні відклади, викопну фауну великих ссавців четвертинного періоду, питання загальної палеогеографії регіонів України. Має багатий досвід польових досліджень в Карпатах, Криму, Альпах, на Кавказі, Уралі, Памірі, в Туркменістані, Вірменії, Туреччині, Польщі.